# Ratia (India)
Ratia is een stad en gemeente in het district Fatehabad van de Indiase staat Haryana. 

## Demografie
Volgens de Indiase volkstelling van 2001 wonen er 23.821 mensen in Ratia, waarvan 53% mannelijk en 47% vrouwelijk is. De plaats heeft een alfabetiseringsgraad van 61%. 